# Pradosia surinamensis
Pradosia surinamensis ist ein Baum in der Familie der Sapotengewächse aus dem nördlichen Brasilien, den Guyanas und Venezuela.

## Beschreibung
Pradosia surinamensis wächst als Baum bis 30–32 Meter hoch. Der Stammdurchmesser erreicht bis 80 Zentimeter und es sind oft Brettwurzeln oder Riffelungen vorhanden. Die glatte Borke ist braun-gräulich und schuppig mit orangen Flecken.
Die einfachen, gestielten und fast kahlen, ledrigen Laubblätter sind wechselständig, schraubig bis wirtelig angeordnet. Der mehr oder weniger behaarte Blattstiel ist rinnig und 0,8–1,5 Zentimeter lang. Die Blätter sind ganzrandig und verkehrt-eiförmig bis elliptisch, lanzettlich sowie etwa 5,5–14 Zentimeter lang. An der Spitze sind sie etwas abgerundet bespitzt, spitz bis zugespitzt. Die Nervatur ist gefiedert und oberseits leicht eingeprägt und unterseits leicht erhaben.
Die astblütigen, ramifloren Blüten stehen in kleinen Büscheln unterhalb der Blattknoten an den Zweigenden. Die gestielten, grün-gelblichen und fünfzähligen, sehr kleinen, zwittrigen Blüten besitzen eine doppelte Blütenhülle. Die 5 Kelchblätter und die fünflappige Krone, mit kurzer Kronröhre, sind außen etwas feinhaarig und innen kahl. Die 5 Staubblätter sitzen oben in der Kronröhre. Der oberständige, mehrkammerige Fruchtknoten ist feinhaarig mit einem kurzen, kahlen Griffel, die Narbe ist kopfig und teils schwach gelappt.
Es werden gelbe, 2–4 Zentimeter große und einsamige, ellipsoide bis verkehrt-eiförmige, kahle bis leicht feinhaarige Steinfrüchte mit Kelchresten gebildet. Die glatten, etwas glänzenden, knorpeligen und schwärzlichen, ellipsoiden Samen (Steinkern) sind 1,6–2,5 Zentimeter lang.

## Taxonomie
Die Erstbeschreibung erfolgte 1936 durch Pierre Joseph Eyma (1903–1945) als Pouteria surinamensis in Recueil des Travaux Botaniques Néerlandais Band 33, Seite 189. Die Umstellung in die Gattung Pradosia zu Pradosia surinamensis (Eyma) T.D.Penn. erfolgte 1990 durch Terence Dale Pennington in Flora Neotropica, Monograph Band 52, Seite 652.

## Verwendung
Die süßlichen Früchte sind essbar. Die süßliche Rinde wird medizinisch genutzt.
Das schwere Holz ist bekannt als Kimboto oder Chupón sowie Toco.